# .ke
.keは国別コードトップレベルドメイン（ccTLD）の一つで、ケニアに割り当てられている。
以下の第二レベルドメインの下の第三レベルドメインに登録される。

## 第二レベルドメイン
- .co.ke - 企業用。
- .or.ke - 非政府組織用。
- .ne.ke - ネットワークデバイス用。
- .go.ke - 政府機関用。裏付け書類が必要。
- .ac.ke - 高等教育機関用。裏付け書類が必要。
- .sc.ke - 初頭・中等教育機関用。裏付け書類が必要。